# Odontomyia elisabethae
Odontomyia elisabethae är en tvåvingeart som beskrevs av Lindner 1966. Odontomyia elisabethae ingår i släktet Odontomyia och familjen vapenflugor.
Artens utbredningsområde är Madagaskar. Inga underarter finns listade i Catalogue of Life.